# Фараонов остров
Фараонов остров (араб. جزيرة فرعون‎, остров Фараона, Газират-Фараун) — небольшой необитаемый скалистый остров в заливе Акаба между Синайским и Аравийским полуостровами. Остров расположен в 800 метрах к востоку от Синайского полуострова, в 8 километрах южнее Табы, в 12 километрах к юго-западу от израильского порта Эйлат. Длина острова с севера на юг примерно 300 метров, ширина с запада на восток — 60 метров. Состоит из трёх холмов, северный холм занимает половину длины острова. На северном холме находится крепость исламского периода, датируемая XII веком, на двух южных холмах находятся руины византийских зданий. Остров состоит из гранита.

## История
Остров издавна был точкой на торговых путях. Первые сведения датируются временами царя Тира Хирама Великого (969—936 до н. э.).
В настоящее время распространена гипотеза, согласно которой библейский портовый город Эцион-Гевер находился на Фараоновом острове. Впервые её высказал в 1837 году русский учёный Фёдор Шуберт. Раскопки 1960-80-х гг. (в том числе и подводные) выявили на Фараоновом острове мощную систему укреплений (две концентрические и несколько поперечных стен с казематами и башнями), а также уникальный для своей эпохи (XII—XI вв. до н. э.) комплекс портовых сооружений, искусно совмещенных с естественной гаванью. Предполагается, что финикийцы, которые первыми в районе Средиземноморья стали строить искусственные порты, возвели Эцион-Гевер для египтян, разрабатывавших залежи меди в Араве, а затем восстановили или расширили порт для Соломона. Экспедицию в Офир Соломон организовал с помощью царя Хирама, правившего Тиром — финикийским портовым городом-государством (2Пар. 8:17—18, 3Цар. 9:26—28).
В XII веке крестоносцы для защиты маршрута между Каиром и Дамаском и соседнего города Акаба построили цитадель на небольшом острове, который они назвали Иль-де-Грай (фр. île de Graye), в арабских летописях упоминаемая как Айла (араб. آيلة‎, сегодня материковая Айла — историческая часть Акабы). Однако, вскоре они оставили остров. В декабре 1170 года Саладин захватил остров и, реконструировав крепость, разместил свой гарнизон. В ноябре 1181 года Рено де Шатильон атаковал остров, позже установив морскую блокаду против мусульман, продолжавшуюся до начала 1183 года. В блокаде участвовали всего два корабля, она не принесла успехов.
Позже на острове располагалась рыбацкая деревня. В 1217 году пилигрим Титмар, путешествовавший в Святую землю, посетил остров и сообщил, что он населен как сарацинами, так и христианами, а также «французскими, английскими и латинскими рабами, которые ловили здесь рыбу для выгоды Судана». Согласно арабскому историку Абу-ль-Фида остров был покинут около 1300 года. В начале XIV века в крепости располагались высшие чины мамлюков, позже перебравшиеся в Акабу.
В XIX веке остров посетил британский путешественник Ричард Бёртон, сообщивший об удобной естественной гавани, в 1838 году — лейтенант Бомбейской флотилии Джеймс Реймонд Уэллстед.

## Раскопки
В 1956 году израильский археолог Бено Ротенберг и архитектор Авиа Хашимшони (ивр. אביה השמשוני‎) вместе со студентами хайфского университета Технион составили карту острова и собрали большое количество керамики. В 1967 году британский архитектор Александр Флиндер (Alexander Flinder) и израильский подводный археолог Элиша Линдер проводили исследование морского дна. Было обнаружено большое количество римской и византийской керамики (330—640 гг.). В 1968 году британско-израильская экспедиция под руководством Александра Флиндера продолжила подводные исследования. Керамика, найденная на острове Ротенбергом в 1972 году и в небольшом количестве собранная Флиндером в 1968 году, была датирована ранним железным веком (1200—930 до н. э.). Раскопки Ротенбергом храма Хатхор в долине Тимна, к северу от Эйлата, привели к доказательствам египетской добычи в конце бронзового/раннего железного века (XIV—XII вв. до н. э.). Из этого Ротенберг сделал вывод, что остров был египетской добывающей гаванью фараонов Рамессидов. Ротенберг также указывает на остатки небольшого металлургического производства на острове, а также находки фаялита (силиката железа), свидетельствующие о мелкомасштабной деятельности по выплавке железа на Фараоновом острове.

## Туризм
Из городов Таба и Акаба регулярно ходили корабли, доставляющие туристов. Кроме старинной крепости, Фараонов остров привлекал дайверов коралловыми рифами, которые занимают большую часть залива Акаба, но ни один не находится вблизи острова. После событий Арабской весны из-за ситуации в стране, поток на остров туристов снизился.
28 июля 2003 года остров с крепостью внесены в предварительный список объектов Всемирного наследия ЮНЕСКО, но статус пока не присвоен.